# Javier Gandolfi
Javier Marcelo Gandolfi (ur. 5 grudnia 1980 w San Lorenzo) – argentyński piłkarz pochodzenia włoskiego z obywatelstwem meksykańskim występujący na pozycji środkowego obrońcy, trener piłkarski, od 2025 roku prowadzi kolumbijski Atlético Nacional.

## Kariera klubowa
Gandolfi jest wychowankiem akademii juniorskiej zespołu Club Atlético River Plate ze stołecznego Buenos Aires. Do pierwszego zespołu został włączony jako siedemnastolatek przez szkoleniowca Ramóna Díaza i w argentyńskiej Primera División zadebiutował 31 października 1998 w przegranym 2:3 spotkaniu z Gimnasią La Plata. Przez kolejne cztery i pół roku był członkiem odnoszącej liczne sukcesy na arenie krajowej drużyny River, jednak wobec konkurencji ze strony graczy takich jak Pedro Sarabia, Mario Yepes, Eduardo Berizzo czy Martín Demichelis pełnił wyłącznie rolę rezerwowego, rozgrywając zaledwie siedem ligowych meczów. W wiosennym sezonie Clausura 1999 zdobył z River wicemistrzostwo kraju, natomiast w jesiennym sezonie Apertura 1999 wywalczył swoje premierowy tytuł mistrza Argentyny. Osiągnięcie w postaci tytułu mistrzowskiego powtórzył pół roku później, w sezonie Clausura 2000, po czym trzy razy z rzędu wywalczył z ekipą prowadzoną najpierw przez Américo Gallego, a później ponownie przez Díaza wicemistrzostwo Argentyny (sezony Apertura 2000, Clausura 2001 i Apertura 2001). W sezonie Clausura 2002 po raz trzeci w karierze został mistrzem Argentyny.
Wiosną 2003 Gandolfi został wypożyczony do niżej notowanego zespołu Talleres de Córdoba, w którego barwach 9 marca 2003 w wygranej 1:0 konfrontacji z Newell’s Old Boys strzelił swojego premierowego gola w najwyższej klasie rozgrywkowej. Ogółem w Talleres spędził pół roku jako podstawowy zawodnik, po czym udał się na wypożyczenie po raz kolejny – tym razem do ekipy Arsenal de Sarandí, gdzie występował przez rok, mając niepodważalne miejsce na środku obrony. Po powrocie do River częściej pojawiał się na ligowych boiskach, zaś w styczniu 2006, tym razem na zasadzie transferu definitywnego, kolejny raz został zawodnikiem Arsenalu. Tam już po kilku miesiącach wywalczył sobie pewne miejsca na pozycji stopera i w 2007 roku triumfował z zespołem trenera Gustavo Alfaro w drugich co do ważności rozgrywkach Ameryki Południowej – Copa Sudamericana (pełnił wówczas rolę kapitana drużyny w miejsce zdyskwalifikowanego Carlosa Casteglione). W 2008 roku wywalczył natomiast Copa Suruga Bank oraz zajął drugie miejsce w południowoamerykańskim superpucharze – Recopa Sudamericana.
W styczniu 2009 Gandolfi wyjechał do Meksyku, podpisując umowę z tamtejszą drużyną Jaguares de Chiapas z miasta Tuxtla Gutiérrez. W meksykańskiej Primera División zadebiutował 17 stycznia 2009 w wygranym 2:1 meczu z Atlasem, z miejsca zostając filarem formacji defensywnej ekipy. Pierwszego gola w lidze meksykańskiej strzelił natomiast 9 maja tego samego roku w zremisowanym 3:3 pojedynku z Cruz Azul, a barwy Jaguares reprezentował ogółem przez półtora roku jako podstawowy zawodnik, nie odnosząc jednak większych sukcesów – po przyjściu do zespołu trenera José Guadalupe Cruza został wystawiony na listę transferową. W lipcu 2010 na zasadzie wypożyczenia przeniósł się do drugoligowego zespołu Club Tijuana, gdzie od razu został kluczowym graczem linii obrony i kapitanem zespołu. W jesiennym sezonie Apertura 2010 triumfował z nim w rozgrywkach Ascenso MX, zaś pół roku później, w wiosennym sezonie Clausura 2011, dotarł do finału drugiej ligi. Na koniec rozgrywek 2010/2011 wywalczył z Tijuaną historyczny awans do pierwszej ligi.
Bezpośrednio po promocji Gandolfi został wykupiony przez zarząd Tijuany na stałe, dołączając do grona czołowych stoperów ligi meksykańskiej. W sezonie Apertura 2012 jako kapitan ekipy wywalczył z zespołem prowadzonym przez Antonio Mohameda pierwszy w historii klubu tytuł mistrza Meksyku, mając niepodważalną pozycję w pierwszej jedenastce i tworząc podstawowy duet stoperów z Pablem Aguilarem. W grudniu 2013 otrzymał meksykańskie obywatelstwo, w wyniku pięcioletniego zamieszkania w tym kraju.
| Sezon     | Klub                | Kraj      | Rozgrywki        | Mecze | Bramki |
| --------- | ------------------- | --------- | ---------------- | ----- | ------ |
| 1998/1999 | CA River Plate      | Argentyna | Primera División | 1     | 0      |
| 1999/2000 | CA River Plate      | Argentyna | Primera División | 0     | 0      |
| 2000/2001 | CA River Plate      | Argentyna | Primera División | 5     | 0      |
| 2001/2002 | CA River Plate      | Argentyna | Primera División | 0     | 0      |
| 2002/2003 | CA River Plate      | Argentyna | Primera División | 1     | 0      |
| 2002/2003 | Talleres de Córdoba | Argentyna | Primera División | 16    | 2      |
| 2003/2004 | Arsenal de Sarandí  | Argentyna | Primera División | 35    | 1      |
| 2004/2005 | CA River Plate      | Argentyna | Primera División | 19    | 0      |
| 2005/2006 | Arsenal de Sarandí  | Argentyna | Primera División | 2     | 0      |
| 2006/2007 | Arsenal de Sarandí  | Argentyna | Primera División | 36    | 0      |
| 2007/2008 | Arsenal de Sarandí  | Argentyna | Primera División | 18    | 1      |
| 2008/2009 | Arsenal de Sarandí  | Argentyna | Primera División | 13    | 0      |
| 2008/2009 | Jaguares de Chiapas | Meksyk    | Liga MX          | 19    | 1      |
| 2009/2010 | Jaguares de Chiapas | Meksyk    | Liga MX          | 33    | 0      |
| 2010/2011 | Club Tijuana        | Meksyk    | Ascenso MX       | 41    | 3      |
| 2011/2012 | Club Tijuana        | Meksyk    | Liga MX          | 34    | 2      |
| 2012/2013 | Club Tijuana        | Meksyk    | Liga MX          | 33    | 0      |
| 2013/2014 | Club Tijuana        | Meksyk    | Liga MX          | 32    | 1      |
| 2014/2015 | Club Tijuana        | Meksyk    | Liga MX          | 29    | 1      |
| 2015/2016 | Club Tijuana        | Meksyk    | Liga MX          |       |        |